# Pythagoreïsch komma
Het pythagoreïsche komma, vernoemd naar Pythagoras, is in de muziek een klein interval (verschil in toonhoogte) in de reine stemming.

## Definitie
Het pythagoreïsche komma vormt het verschil tussen twaalf opeenvolgende reine kwinten in de reine stemming (verhouding van de toonhoogten 3:2) en zeven opeenvolgende (reine) octaven (verhouding van de toonhoogten 2:1). Dit komma verschijnt in de reine stemming tussen enharmonisch gelijke tonen, bijvoorbeeld tussen de tonen Eis en F.
De twaalf opeenvolgende kwinten betekenen een verhouding van de toonhoogten van {\displaystyle {\big (}{\tfrac {3}{2}}{\big )}^{12}} en de zeven octaven geven {\displaystyle 2^{7}}, zodat de verhouding van de toonhoogten van het pythagoreïsche komma gelijk is aan:
{\displaystyle {\big (}{\tfrac {3}{2}}{\big )}^{12}:2^{7}=3^{12}:2^{19}={\tfrac {531441}{524288}}\approx {1{,}01364}}
Omgerekend naar cent is dat ongeveer 23,46 cent, ofwel ongeveer een kwart van een halve toon.
Bij het doorlopen van de kwintencirkel, beginnend bij de stamtoon F komt men achtereenvolgens bij de tonen
F – C – G – D – A – E – B – Fis – Cis – Gis – Dis – Ais – Eis
Na twaalf reine kwinten komt men bij de toon Eis, die dicht bij een F ligt 7 octaven boven de toon F waarvan men uitging. Deze toon Eis is echter niet gelijk aan de F. Het verschil tussen deze beide tonen is het pythagoreïsche komma.
Het iets verkleinen (met vrijwel 2 cent) van de natuurlijke kwint, levert een interval - de gelijkzwevende kwint - waarvan er wél precies twaalf passen in zeven octaven. In de gelijkzwevende stemming is de kwintencirkel na 12 stappen precies rond. In die stemming hebben de tonen Eis en F dezelfde toonhoogte: men zegt dat ze enharmonisch aan elkaar gelijk zijn. 

## Andere manieren van voorkomen
Het pythagoreïsche komma komt ook voor: 
- als verschil tussen zes gestapelde hele tonen (9:8) en het octaaf (1:2)
{\displaystyle \quad {\big (}{\tfrac {9}{8}}{\big )}^{6}:2=3^{12}:2^{19}}
- als verschil tussen de hele toon (9:8) en twee gestapelde pythagoreïsche halve tonen (elk 256 : 243):
 {\displaystyle \quad {\tfrac {9}{8}}:{\big (}{\tfrac {256}{243}}{\big )}^{2}=3^{12}:2^{19}}

Aan deze laatste betekenis ontleent het komma z'n naam.

## Geschiedenis
De Pythagoreër Philolaos definieerde als eerste het pythagoreïsche komma. Hij baseerde dit op de reine stemming van een lyra en vergeleek de onderlinge snaarlengtes.
Voor een octaaf is dat 2:1, voor een kwint 3:2 en voor de kwart, die eigenlijk de kwint van een lager gelegen octaaf is, is dat 4:3.
De omgekeerde verhoudingen geven de frequentieverhoudingen weer.
Het interval tussen de kwart en de kwint beschouwde hij als de hele toon(afstand), dus 8:9.
De halve toon(afstand) vond Philolaos tussen een kwart en twee hele tonen, dus 
{\displaystyle {\tfrac {4}{3}}:{\big (}{\tfrac {9}{8}}{\big )}^{2}={\tfrac {256}{243}}}.
Dan blijkt dat twee halve tonen samen geen hele toon vormen, maar iets kleiner zijn. Het verschil noemt Philolaos het (pythagoreïsche) komma, dus
{\displaystyle {\tfrac {9}{8}}:{\big (}{\tfrac {256}{243}}{\big )}^{2}={\tfrac {531441}{524288}}={\big (}{\tfrac {3}{2}}{\big )}^{12}:2^{7}}
Philolaos definieerde het komma wel, maar gaf niet de berekening. Het was Euclides, die als eerste de verhouding 531441 : 524288 vermeldde. Hij stelde vast dat zes hele tonen een iets groter interval vormen dan een octaaf. Het verschil is weer het pythagoreïsche komma:
{\displaystyle {\big (}{\tfrac {9}{8}}{\big )}^{6}:2={\tfrac {531441}{524288}}}
Chinese wiskundigen waren al in 122 v.Chr. bekend met wat later het pythagoreïsche komma heet. Een gedetailleerde berekening staat in een oude Chinese tekst, de  Huainanzi. Rond 50 v.Chr. ontdekte de Chinese musiektheoreticus, wiskundige en astroloog Ching Fang dat als de kwintencirkel wordt voortgezet tot 53 kwinten, het verschil met de grondtoon (na reductie met octaven) veel kleiner was dan het pythagoreïsche komma. Dit zeer kleine interval werd later Mercators komma genoemd.